# Comuna de Świecie nad Osą
Świecie nad Osą (polaco: Gmina Świecie nad Osą) é uma gminy (comuna) na voivodia de Cujávia-Pomerânia e no condado de Grudziądzki, na Polónia. A sede do condado é a cidade de Świecie nad Osą.
De acordo com os censos de 2004, a comuna tem 4346 habitantes, com uma densidade 45,9 hab/km².

## Área
Estende-se por uma área de 94,67 km², incluindo:
- área agrícola: 83%
- área florestal: 8%

## Demografia
Dados de 30 de Junho de 2004:
|                      | Total   | Total | Mulheres | Mulheres | Homens  | Homens |
| -------------------- | ------- | ----- | -------- | -------- | ------- | ------ |
|                      | pessoas | %     | pessoas  | %        | pessoas | %      |
| População            | 4346    | 100   | 2163     | 49,8     | 2183    | 50,2   |
| Densidade (pop./km²) | 45,9    | 100   | 22,8     | 22,8     | 23,1    | 23,1   |

De acordo com dados de 2005, o rendimento médio per capita ascendia a 2091,37 zł.

## Subdivisões
- Białobłoty, Bursztynowo, Karolewo-Szarnoś, Kitnówko-Nowy Młyn, Linowo, Lisnowo, Mędrzyce, Partęczyny, Rychnowo, Świecie nad Osą, Widlice-Lisnówko.

## Comunas vizinhas
- Biskupiec, Gruta, Jabłonowo Pomorskie, Książki, Łasin, Radzyń Chełmiński